# Joseph Kasimir Kossakowski

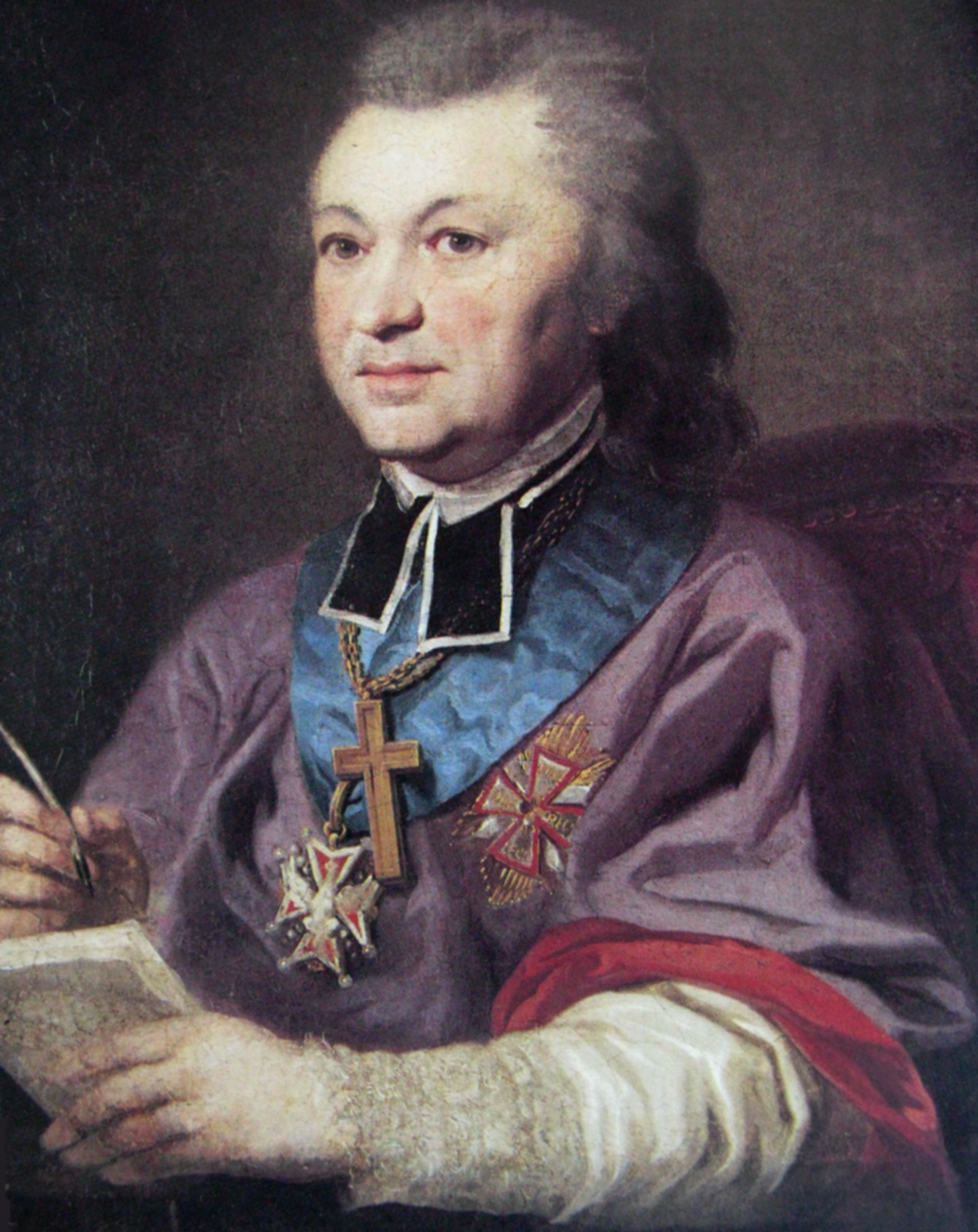
Bischof Joseph Kasimir Kossakowski

Wappen von Kossakowski (Slepowron)

Joseph Kasimir Korwin Kossakowski (litauisch Juozapas Kazimieras Kasakauskis; * 16. März 1738 in Skaruliai, Rajon Jonava; † 9. Mai 1794 in Warschau) war ein polnisch-litauischer Geistlicher, Bischof von Livonien und Koadjutor von Vilnius, Dichter, Dramatiker, Memoirenschreiber und Übersetzer.

## Leben
Kossakowski besuchte die Jesuitenschule in Kaunas und die Akademie Vilnius. Er absolvierte 1763 das Priesterseminar in Warschau und empfing am 17. April desselben Jahres die Priesterweihe.
Am 13. März 1775 wurde er zum Titularbischof von Cinna und zum Weihbischof in Vilnius bestellt. Die Bischofsweihe spendete ihm am 30. April 1775 der Bischof von Vilnius Ignacy Jakub Massalski; Mitkonsekratoren waren Antoni Onufry Okęcki, Bischof von Chełm, und Józef Ignacy Tadeusz Rybiński, Koadjutorbischof von Włocławek. Am 17. September 1781 wurde er zum Bischof von Livonien berufen. 
Józef Kossakowski war Mitglied der Konföderation von Bar und der Konföderation von Targowica, als solcher war er ein Gegner der Verfassung vom 3. Mai 1791. Während des Aufstands wurde er als Unterstützer Russlands verurteilt.
Er verfasste in polnischer Sprache satirische Komödien für das Laientheater, hauptsächlich mit Liebesabenteuerhandlungen. Ferner schrieb er Erzählungen (Ksiądz pleban / „Leutpriester“, 1786; Obywatel / „Bürger“, 1788), die im Stil des 18. Jahrhunderts gehalten sind. Kossakowski übersetzte Werke von Denis Diderot, von Voltaire (Reisebeschreibungen, Karikaturen negativer Typen, lehrreiche Dialoge, Programm zur moralischen und wirtschaftlichen Rettung der Gesellschaft). Er veröffentlichte Predigten sowie Trauerreden und hinterließ seine Memoiren.
Beigesetzt wurde er in Jonava.